# 基礎的電気通信役務
基礎的電気通信役務（きそてきでんきつうしんえきむ）は、文化的な生活に不可欠最低限の電気通信サービスで、ユニバーサルサービスとも呼ばれる。また、ユニバーサルアクセスと呼ばれる電気通信サービスへのアクセス手段に着目した考え方もある。
日本の電気通信事業法第7条では、国民生活に不可欠であるため、「あまねく日本全国における提供が確保されるべきもの」として総務省令で定める電気通信役務であると定義されている。

## 基礎的電気通信役務基金制度
基礎的電気通信役務基金制度はユニバーサルサービス基金制度とも呼ばれる、基礎的電気通信役務の提供に係る費用の一部を指定法人を介して各電気通信事業者が負担する制度である。
市場原理では、サービスが提供されないもしくは費用が高くなりすぎで加入が難しくなる地域・加入者の権利確保のために考えられた手法である。税金による補助金と比較して、競争を阻害しない制度設計が可能とされる。
発展途上国では、農村・漁村などの整備が遅れている地域の設備拡充のための費用を、都市部のより豊かな住民が負担する目的で運用されている。その際、入札を行ってより少ない基金で運営を行おうとする工夫も見られる。
ヨーロッパ・アメリカでは、VoIPサービスの普及により、より少ない固定電話加入者へ負担が集中していることが問題となっている。また、技術の進歩により、移動体通信（携帯電話・PHS）、ブロードバンドインターネット接続などより高度の通信サービスへの適用も議論されている。

### 費用算出方式
費用算出方式として次のようなものがある。
- 収入費用方式（相殺型）：採算地域の黒字と不採算地域の赤字とを相殺した上で、賄いきれない費用を他事業者の負担とするもの。競争地域の料金引き下げが他事業者の負担となるという指摘がある。
- 積上型：不採算地域の赤字を積算し他事業者の負担とするもの。
- ベンチマーク方式：全国平均の費用を一定以上上回る地域の積算額を他事業者の負担とするもの。

会計上の費用を算出する場合、競争中立性が求められている。
- 事業者間接続料金との分担
- 他のサービスとの共通設備の扱い
- 販売促進費と通信網の運営費用の分離
- 施設設置負担金（電話加入権）で設置した施設の扱い

事業者間の費用や役務提供の分担方法についても議論がある。
- 費用負担事業者の範囲の設定
- 事業者間の費用負担割合の決定方法（売上げ・利益・加入者割当て電話番号数）
- より低い費用でできる事業者と役務提供を地域ごとに分担することの是非

技術の進歩により、IP電話・無線アクセスなど他のサービス手段のほうが費用が安くなった場合の対応については、2010年代までを目標に、各国で検討が進められている。
- 移行のための費用分担
- 移行期間を短くして総費用を少なくする制度設計（強制的に加入者契約を変更・放送サービスと融合させて費用分担を少なくする）

現実的には、公衆交換電話網にある電話番号管理システムを公衆交換電話網に接続している各種電話網が利用しているため、電話番号管理システムの利用料金及び維持管理費用として、ほとんどが使用されている。公衆交換電話網がNGNへ移行すれば、各電話網にあるSIPサーバを互いに連携して分散運用することになり、全体として費用逓減が可能となる。

## 日本の基礎的電気通信役務
2007年現在、基礎的電気通信役務を提供する電気通信事業者として、東日本電信電話（NTT東日本）と西日本電信電話（NTT西日本）が該当している。

### 日本の基礎的電気通信役務の範囲
2011年4月27日現在、電気通信事業法施行規則第14条において、次の役務が指定されている。
1. 自動式アナログ電話の音声伝送役務[2]のうち次のもの
  1. アナログ電話用設備である固定端末系伝送路設備のみを用いて提供される電気通信役務、アナログ電話用設備である固定端末系伝送路設備に対応する部分に係るもの
  2. 離島特例通信[3]
  3. 警察機関、海上保安機関および消防機関への緊急通報
2. 第一種公衆電話の市内通話、警察機関、海上保安機関ならびに消防機関への緊急通報、および離島特例通信[3]に掛かる音声伝送役務[2]
3. 基礎的電気通信役務を提供する電気通信事業者の通常の市外局番の緊急通報対応の光IP電話[4]のうち次のもの
  1. 月額基本料金[5]が施設設置負担金[6]の必要な自動式アナログ電話住宅用基本料金の最高額を超えないもの
  2. 地方公共団体（地方公共団体が出資する法人を含む）が所有する電気通信設備に長期かつ安定的な使用権を設定することにより提供される役務であつて、月額基本料金[5]が、住宅用基本料金の最高額に当該額の一割に相当する額を加えた額未満のもの
  3. 光電話役務の提供区域における当該電気通信事業者以外の者が提供する他の役務に係る事情、提供の方法等からみて前に規定する役務に相当するものとして別に告示で定めるもの
  4. 緊急通報：警察機関、海上保安機関又は消防機関への緊急通報

相当な期間の前までに総務大臣に報告し、光IP電話の提供により市町村等の単位で加入電話の新規提供を行わないことができる。また、光IP電話は補填対象にならない。
NTTからは、NGNへの移行にあたって、メタルケーブル等撤去エリアで、FTTH・無線アクセスを用いた「音声通話」の提供が提案されている。
次の役務に関するものについては指定されておらず、全国への提供が義務づけられていない。よって、ユニバーサルサービス基金制度の算定および補填対象にもならない。
1. 手動式アナログ電話による通信（100番通話等）
2. 電報
3. 第一種公衆電話からの市外通話
4. 第二種公衆電話
5. 国際電話
6. 携帯電話
7. PHS
8. 直収電話
9. ISDNおよびブロードバンド（ADSL、FTTH）
10. 音声伝送役務以外の電気通信役務（携帯電話のメール機能など）

### 日本の基礎的電気通信役務の契約約款
電気通信事業法第19条では、基礎的電気通信役務を提供する電気通信事業者は、料金その他の提供条件（第52条第1項又は第70条第1項第1号の規定により認可を受けるべき技術的条件に係る事項及び総務省令で定める事項を除く）契約約款を定め、その実施・変更前に総務大臣に届け出なければならないと規定されている。実務は一般社団法人電気通信事業者協会に委託されている。
また次のような場合、総務大臣は電気通信事業者に対し、相当の期限を定め当該料金を変更すべきことを命ずることができる。
1. 料金の額の算出方法が適正かつ明確に定められていないとき。
2. 電気通信事業者及びその利用者の責任に関する事項並びに電気通信設備の設置の工事その他の工事に関する費用の負担の方法が適正かつ明確に定められていないとき。
3. 電気通信回線設備の使用の態様を不当に制限するものであるとき。
4. 特定の者に対し不当な差別的取扱いをするものであるとき。
5. 重要通信に関する事項について適切に配慮されているものでないとき。
6. 他の電気通信事業者との間に不当な競争を引き起こすものであり、その他社会的経済的事情に照らして著しく不適当であるため、利用者の利益を阻害するものであるとき。

### 日本の基礎的電気通信役務基金制度
- 2006年11月 - 日本の基礎的電気通信役務基金制度が実施。
- 2007年
  - 1月 - 電話番号1つあたり7.35円（消費税込）の拠出が全事業者に求められることとなった。これにより、対象の各電気通信事業者の多くは利用者にその分を転与して7.35円（税込）を料金に加算して請求されていた。
  - 1月9日 - ソフトバンクプリペイドサービスにおいては1チャージあたり20円（税込）が請求される。
- 2008年
  - 1月16日 - au（KDDI・沖縄セルラー電話連合）のぷりペイドでの徴収開始。チャージした金額ごとに設定された利用可能期間に応じた額がチャージごとに引き落とされる（auプリペイド式携帯電話での「ユニバーサルサービス料」ご請求開始について）。ツーカーのプリケーについては、停波が近いことを理由に徴収を見送った。
  - 1月31日 - この日以降にソフトバンクプリペイドサービスのチャージを行った際の徴収額が、19円/チャージに引き下げ。同年2月4日開始のプリモバイルについても、この金額を適用。
- 2009年3月3日 - この日以降にプリモバイル・ソフトバンクプリペイドサービスのチャージを行った際の徴収額が、29円/チャージに引き上げ。
- 2011年2月1日 - この日以降にプリモバイルのチャージを行った際の徴収額が、24円/チャージに引き下げ。
- 2012年
  - 1月16日 - この日以降にプリモバイルのチャージを行った際の徴収額が、16円/チャージに引き下げ。
  - 7月3日 - この日以降にプリモバイルのチャージを行った際の徴収額が、11円/チャージ（税込）に引き下げ。
- 2015年1月1日 - この日以降にプリモバイルのチャージを行った際の徴収額が、7円/チャージ（税込）に引き下げ[8]。
- 2021年7月1日 - 楽天モバイルでの徴収開始[9]。

### ユニバーサルサービス料の推移
（税抜価格）
- 2007年1月 - 12月：7円
- 2008年1月 - 2009年1月：6円
- 2009年2月 - 2011年1月：8円
- 2011年2月 - 12月：7円
- 2012年
  - 1月 - 6月：5円
  - 7月 - 2014年12月：3円
- 2015年1月 - 2016年6月：2円
- 2016年7月 - 12月：3円
- 2017年
  - 1月 - 6月：2円
  - 7月 - 12月：3円
- 2018年1月 - 2019年6月：2円
- 2019年7月 - 12月：3円
- 2020年1月 - 12月：2円
- 2021年1月 - 12月：3円
- 2022年1月 - 12月：2円
- 2023年1月 - 12月：2円
- 2024年1月 - 12月：2円[11]